# Nimesulida
Es un medicamento antiinflamatorio no esteroideo (AINE) y antipirético. El mecanismo de acción es la inhibición de la ciclooxigenasa (COX), con selectividad sobre la COX-2 para reducir la síntesis de prostaglandinas.
Está indicado como tratamiento de segunda línea para el dolor agudo y tratamiento sintomático de la dismenorrea primaria.  No está aprobado en EE. UU., y ha sido retirado del mercado en varios países debido a preocupaciones sobre el riesgo de toxicidad hepática grave. En algunas regiones, su uso se restringe exclusivamente a la veterinaria.

## Historia
En 1980, Helsinn Healthcare SA de Lugano, Suiza, adquirió los derechos de licencia mundial de nimesulida y procedió a invertir en extensos estudios clínicos y básicos sobre las acciones del fármaco. La producción de nimesulida por parte de Helsinn se inició por primera vez en 1985, estando al presente disponible en más de 50 países. La Nimesulida nunca fue aprobada por la FDA de Estados Unidos. En 2002 el perfil riesgo-beneficio fue revisado por la EMA siguiendo con la decisión de suspender temporalmente esta droga del mercado a partir de marzo de 2002, en relación con los reportes de efectos adversos hepáticos en pacientes tratados con nimesulida.

## Vías de administración
Oral: Se emplea para dolores agudos y relacionados con la dismenorrea.
- Tabletas de 100 mg.
- Polvo para suspensión al 1 % (se combina con agua para lograr la suspensión).
- Granulado 100 mg (similar al anterior, el granulado se disuelve en agua y se obtiene una suspensión o una solución).

Tópica: Se emplea para dolores musculares.
- Spray (medicamento combinado con Lidocaína).
- Gel al 3 %.

Ver Vías de administración de fármacos

## Absorción
Cuando la administramos por vía oral, su absorción es principalmente en el intestino delgado y se disuelve en el ácido del estómago. Al ser una molécula liposoluble apolar tiene facilidad de atravesar las membranas celulares del intestino delgado y atravesar la mucosa intestinal mediante difusión pasiva.
Alcanza una concentración sérica máxima al cabo de 1-2 h y una duración de acción de 6-8 h. Los alimentos no afectan su biodisponibilidad.
Ver Absorción (farmacología) y Liberación (farmacología)

## Distribución
Se distribuye rápidamente a los tejidos y tiene una unión a proteínas superior 97.5% en el torrente sanguíneo, permitiéndole actuar cómo antiinflamatorio y analgésico en los sitios de acción correspondientes. Su volumen aparente de distribución (Vd) es de 0,19-0,35 l/kg.
Ver Distribución (farmacología)

## Metabolismo y metabolitos
Metabolismo es hepático en su mayoría. Posee una amplia biotransformación, principalmente en 4-hidroxi-nimesulida (biológicamente activa), sin embargo, se encuentran otros metabolitos aparentemente inertes.
Hasta ahora se han identificado cinco metabolitos, que surgen de diferentes vías metabólicas, como la hidroxilación del anillo fenoxi, la reducción del grupo nitro, la hidroxilación y reducción concomitantes, así como la acetilación del grupo amino.
Los principales metabolitos son representados por y 2-(4′-hydroxyphenoxy)-4-nitro-methanesulfonanilide (M1, 4-hidroxi-nimesulida), encontrados en plasma y orina, 2-(4′-hidroxifenoxi)-4-N-acetilamino-metanosulfonanilida (M5) encontrados en orina y heces. En la orina, M1 y M5 están presentes casi completamente en forma conjugada. En las heces, M5 está principalmente no conjugado.
Otros metabolitos menores han sido detectados en la orina, por ejemplo, 2-fenoxi-4-amino-metanosulfonanilida (M2), 2-(4′-hidroxifenoxi)-4-amino-metanosulfonanilida (M3) y 2-fenoxi-4-N-acetilaminometanosulfonanilida (M4). En la orina, M2, M3 y M4 estaban principalmente presentes como compuestos libres. M2 y M3 no conjugados también se encontraron en las heces.
Ver Metabolismo

## Excreción
La excreción de los diversos metabolitos consiste en un 50-60 % por la orina y 18-36 % con las heces, además de 1-3 %  de nimesulida intacta. La vida media de eliminación es de 1.8- 5.2 horas y no se altera de manera importante en pacientes con insuficiencia renal ni en ancianos.
No se cuenta con información sobre la excreción de la Nimesulida en la leche materna, por lo tanto por falta de información el uso no es recomendado.
Ver Eliminación (farmacología)

## Farmacodinamia
Subsecciones referentes a lo que le sucede al organismo por la acción de un fármaco. Desde este punto de vista es opuesto a lo que implica la farmacocinética. Ver Farmacodinamia.

## Mecanismo de acción
El mecanismo de acción es la inhibición de la ciclooxigenasa (COX), con selectividad sobre la COX-2 para reducir la síntesis de prostaglandinas. así como una acción indirecta sobre la Fosfolipasa A2 secretora del grupo IIE que estimula la producción de ácido araquidónico, precursor de las prostaglandinas.
Además, contribuye a la reducción de la inflamación al eliminar los radicales superóxidos generados por los linfocitos, interfiere con la función de los leucocitos, inhibiendo la respuesta oxidativa de los polimorfonucleares y la liberación de mediadores inflamatorios al interactuar con la lactotransferrina. También se considera que la nimesulida podría tener actividad con las metaloproteínas de los condrocitos articulares, lo que refuerza su efecto antiinflamatorio.

## Interacciones
Ver Interacción farmacológica
| Fármacos que interaccionan con Nimesulida            | |
| Fármaco                                              | Resultados de la interacción                                                                                                  |
| Paracetamol                                          | Riesgo de daño renal incrementado. Monitorizar constantemente perfil renal cuando se haga esta combinación                    |
| AINES                                                | - Incremento de concentraciones plasmáticas de litio - Reduce el efecto terapéutico de algunos antihipertensivos y diuréticos |
| Inhibidores de la ECA                                | Incrementa el riesgo de daño renal, especialmente en pacientes hipovolémicos                                                  |
| Anticoagulantes o ácido acetilsalicílico             | Efectos adictivos |
| Trombolíticos                                        | Incrementa el tiempo de sangrado y riesgo de hemorragias                                                                      |
| Metotrexato                                          | Incrementa la toxicidad del metotrexato                                                                                       |
| Ácido valproico, plicamicina, cefotetan y cefamandol | Incrementa riesgo de hemorragia                                                                                               |
| Salicilatos o tolbutamida                            | Afecta niveles séricos y respuesta terapéutica                                                                                |

## Uso clínico
El Grupo de Informe de Consenso sobre Nimesulida (CRGN) celebrado en Roma en el año 2005 señala que la nimesulida es un AINE con propiedades analgésicas, antiinflamatorias y antipiréticas. Esto posterior al análisis de un estado del arte donde se evaluó el perfil clínico y de seguridad del fármaco, así como su papel en el tratamiento del dolor inflamatorio a la luz de las alternativas terapéuticas existentes. Se concluyó como resultado que este fármaco dado su mecanismo de acción sobre la COX es una alternativa con un rápido inicio de actividad analgésica y un perfil beneficio/riesgo positivo general. Por último, dados los efectos a nivel hepático no se aconseja su consumo por más de 15 días, así como en menores de 12 años.
El uso de este fármaco está indicado como segunda línea en caso tal que el acetaminofén (paracetamol) no cumpla con las necesidades terapéuticas del paciente. Se recomienda su uso únicamente bajo la remisión y supervisión de un profesional de salud certificado en la formulación de medicamentos.

### Antiinflamatorio y/o dolor agudo
Segunda línea.
Administración oral: Adultos: dosis, una o dos tabletas (polvo para suspensión, gránulos) cada 12 horas, dependiendo de la sintomatología de la enfermedad y la respuesta del paciente por máximo 15 días. Se recomienda tomar el medicamento después de los alimentos.
Administración tópica aerosol: Adultos: se ha utilizado la nimesulida al 1% en spray o gel al 3% sobre el área inflamada.

### Dismenorrea primaria
Segunda línea.
Administración oral: Adultos: dosis, una tableta cada 12 horas por 10-15 días iniciando el tratamiento cinco días antes del sangrado.

### Osteoartritis dolorosa/artritis reumatoide
A pesar de su eficacia a nivel articular del dolor agudo, NO se recomienda su uso en patologías crónicas. El uso de este medicamento está recomendado por un período máximo de 15 días por el alto riesgo de toxicidad hepática.

## Efectos adversos
Ver Reacción adversa a medicamento
●  (Incluye descripción de sobredosis y su tratamiento).
●  (Incluye descripción de efectos teratogénicos o cancerígenos).
Para la evaluación de las reacciones adversas (RAM) se tendrán en cuenta los criterios de la CIOSM.
| Reacciones adversas a Nimesulida |                 | |
| Sistema implicado                | Grupo CIOSM     | Tipo de reacción                                                                                           |
| Alérgicas/Dermatológicas         | Frecuentes      | (1-9%): Prurito, erupciones exantemáticas, urticaria.                                                      |
| Cardiovasculares                 | Poco frecuentes | Edemas, palpitaciones, rubefacción.                                                                        |
| Digestivas                       | Frecuentes      | Dispepsia, dolor abdominal, estomatitis, náuseas, vómitos.                                                 |
| Digestivas                       | Raros           | Úlcera gastroduodenal, hemorragia digestiva.                                                               |
| Genitourinarias                  | Raros           | (<1%): oliguria.                                                                                           |
| Neurológicas                     | Raros           | (<1%): Cefalea, mareos, somnolencia, hiperexcitabilidad.                                                   |
| Respiratorias                    | Muy raros       | Riesgo de crisis asmáticas (en pacientes alérgicos al ácido acetilsalicílico).                             |
| Sanguíneas                       | Poco frecuentes | Trombocitopenia.                                                                                           |
| Hepáticas                        | Poco frecuentes | Riesgo de reacciones hepatotóxicas graves no relacionadas con la dosis, de probable origen idiosincrásico. |

## Contraindicaciones
La nimesulida está contraindicado en pacientes con:
- Hipersensibilidad a nimesulida, ácido acetilsalicílico o cualquier otro AINE.
- Hemorragia gastrointestinal activa, úlcera péptica o úlcera gastroduodenal en fase activa.[12]
- Antecedentes de reacciones hepatotoxicidad a nimesulida.[13]
- Insuficiencia hepática, renal o cardiaca
- Trastorno de la coagulación o hipertensión arterial severa
- Uso concomitante con sustancias psicoactivas y alcohol

No dar a menores de 12 años. Usar con precaución en pacientes con antecedentes de hemorragias, patologías gastrointestinales superiores y pacientes que están en tratamiento con anticoagulantes o antiagregantes.
Se debe reducir la dosis en la insuficiencia renal con relación a la tasa de filtración glomerular debido a que la nimesulida se elimina principalmente por vía renal; y en pacientes con insuficiencia renal grave no administrarlo.
Con algunos AINES se produce alteraciones oculares o trastornos de la visión, en caso de que suceda con la nimesulida, se suspende inmediatamente. 

## Restricciones de uso durante embarazo y lactancia
Aunque no se han realizado muchos estudios acerca de la Nimesulida en el embarazo, se ha encontrado reportes de casos de oligohidramnios severos a consecuencia del uso de nimesulida en el embarazo.
Durante el embarazo, investigaciones en animales han mostrado que varios AINEs pueden causar complicaciones como distocia, pérdida de embarazo después de la implantación y retrasos en el nacimiento. Aunque no hay estudios humanos completos y rigurosos, el uso esporádico de AINEs no parece tener efectos negativos en el feto, excepto si se usan justo antes del parto por un posible cierre anticipado del ductus arterioso fetal debido a la inhibición de la síntesis de prostaglandinas. Además, estos medicamentos pueden tener un efecto antiagregante plaquetario, aumentando el riesgo de hemorragia en la madre y afectando al neonato. Antes del parto, los AINEs pueden disminuir o inhibir las contracciones uterinas, lo que podría retrasar el parto y extender el embarazo. Por lo tanto, su uso en el tercer trimestre se considera solo cuando no hay alternativas más seguras disponibles.
En lactancia, no está claro si los AINEs se excretan en la leche materna, aunque se sabe que muchos de ellos sí lo hacen en diferentes cantidades. Debido a los posibles efectos adversos en los lactantes, se aconseja monitorearlos cuidadosamente y usar estos medicamentos con precaución en madres que están amamantando.

## Sobredosis
Toxicidad estimada del medicamento:
- Oral, dosis tóxica más baja publicada-DTBP (humano): 1.429 mg/kg.
- Oral DTBP (mujer): 2 mg/kg.
- Oral DB50 (rata): 200 mg/kg.
- Oral DB50 (ratón): 392 mg/kg.